# Magyar Polgári Párt – Maďarská občianska strana
Magyar Polgári Párt - Maďarská občianska strana (česky Maďarská občanská strana, zkratka MOS, maďarsky MPP) byla československá a slovenská politická strana, vzniklá roku 1992 jako platforma reprezentující část maďarské etnické menšiny v Československu transformací z původní porevoluční Maďarské nezávislé iniciativy. Po rozdělení ČSFR působila jen na Slovensku a roku 1998 se sloučila do Strany maďarské koalice.

## Dějiny a ideologie
Strana vznikla roku 1992 přejmenováním a transformací dosud volného politického hnutí Maďarská nezávislá iniciativa (MNI) na standardní politickou stranu. Zatímco v období let 1990–1992 měla MNI parlamentní i vládní zastoupení, úzce spolupracovala s dominantním slovenským politickým subjektem Verejnosť proti násiliu (s nímž ve volbách roku 1990 kandidovala v koalici), nyní její vliv poklesl. Ve volbách v červnu 1992 kandidovala samostatně (zatímco další politické proudy maďarského etnika, hnutí Együttélés (Spolužitie) a Maďarské kresťanskodemokratické hnutie utvořily koalici) a do Slovenské národní rady získala 2,29 % hlasů a nedosáhla na poslanecké mandáty. Obdobně se mírně nad 2 % pohybovaly její zisky do obou komor Federálního shromáždění.
Samostatně působila i po zániku Československa, nyní jen na Slovensku. V slovenských komunálních volbách v roce 1994 získala 62 postů primátorů a starostů a celkem 812 mandátů v zastupitelstvech. V slovenských parlamentních volbách roku 1994 utvořila MOS a další maďarské politické formace střechovou platformu Maďarská koalícia, která získala 10,18 % hlasů a 17 mandátů v Národní radě SR. V roku 1998 splynula MOS s dalšími politickými stranami maďarské menšiny trvale do Strany maďarské koalice, nyní již nikoliv jen ad hoc volební koalice ale permanentní politické strany.

## Volební výsledky
1992
- Volby do České národní rady 1992 - nekandidovala
- Volby do Slovenské národní rady 1992 - 2,29 % hlasů a 0 mandátů
- Volby do Sněmovny lidu Federálního shromáždění 1992 - na Slovensku 2,36 % hlasů a 0 mandátů, v Česku nekandidovala
- Volby do Sněmovny národů Federálního shromáždění 1992 - na Slovensku 2,36 % hlasů a 0 mandátů, v Česku nekandidovala

1994
- Komunální volby na Slovensku 1994 - 812 mandátů (2,31 % mandátů)

1994 (v koalici Maďarská koalícia)
- Parlamentní volby na Slovensku 1994 - 10,18 % hlasů, 17 mandátů